# New London, Texas
New London är en ort i Rusk County i Texas. Vid 2010 års folkräkning hade New London 998 invånare.